# Tyhee Lake Park
Tyhee Lake Park är en park i Kanada.   Den ligger i provinsen British Columbia, i den centrala delen av landet, 3 700 km väster om huvudstaden Ottawa. Tyhee Lake Park ligger 549 meter över havet. Den ligger vid sjön Tyhee Lake.
Terrängen runt Tyhee Lake Park är varierad. Trakten runt Tyhee Lake Park är nära nog obefolkad, med mindre än två invånare per kvadratkilometer.. Närmaste större samhälle är Smithers, 12,6 km nordväst om Tyhee Lake Park.
Omgivningarna runt Tyhee Lake Park är en mosaik av jordbruksmark och naturlig växtlighet.